# Anormalidad
La anormalidad es una característica definida en forma subjetiva que se asigna a aquellas personas que poseen condiciones raras o disfuncionales. Definir si una persona es normal o anormal es un tema difícil en el campo de la psicología de la anormalidad.

## Algunos criterios convencionales
- Un criterio para "anormalidad" que se utiliza en el caso de comportamiento anormal es su baja ocurrencia estadística. Esto sin embargo posee una falla obvia — la persona extremadamente inteligente, honesta, o feliz son tan anormales como las personas que poseen las características opuestas.  Por esta razón, se consideran  comportamientos individuales anormales a aquellos que son estadísticamente raros y además indeseables. La ocurrencia de algún tipo de comportamiento anormal no es inusual. Por ejemplo, aproximadamente un 25 por ciento de la población de los Estados Unidos, se cree cumplen los criterios de algún tipo de desorden mental.[1] Por definición, los desórdenes mentales, comprenden comportamientos raros o con baja frecuencia estadística.
- Un criterio más refinado es la existencia de ansiedad. Una persona que manifiesta niveles elevados de depresión, ansiedad, infelicidad, etc. se considera que posee un comportamiento anormal porque su propio comportamiento la perturba. Desafortunadamente muchas personas no se percatan de su propio estado mental y aunque podrían beneficiarse con ayuda, no ven la necesidad de buscar apoyo.
- Otro criterio es la moralidad. Este presenta muchas dificultades, porque es imposible acordar un único conjunto de reglas morales que puedan ser utilizadas para el diagnóstico.
- Por último, Tellenbach[2][3] sugirió que existía un “endón” en el ser humano, un ámbito interno donde se verifican procesos rítmicos, de maduración, y que tienen un carácter globalizador, de conjunción cósmica-natural, de corte antropológico-existencial. Históricamente, por lo tanto, lo “endógeno” denominó una etiología, una psicopatología y por último, un adjetivo. Su intención es poner de manifiesto el hecho fundamental que los procesos psicopatológicos esenciales se desarrollan al interior del ser psíquico humano individual, y también el hecho de que no existe un origen biográfico u orgánico definido. Indica por otro lado un origen más o menos misterioso, que surge de la interioridad antropológica del ser humano (el “endón”). Sin embargo, la denominación ha tendido a perder vigor por el notable desarrollo en la comprensión de los factores que se vinculan al origen de la esquizofrenia. La misma denominación “psicosis” es controvertida, dado que el sufijo “osis” indica en medicina un trastorno degenerativo (como en “artrosis”), y existe actualmente un debate en torno a la consideración de la esquizofrenia como “enfermedad”. De ahí que suele preferirse hablar de “trastorno”, que tiene una connotación ligeramente más neutral.